# Souq Wadi Barada
Souq Wadi Barada (tiếng Ả Rập: سوق وادي بردى) cũng đánh vần Suq Wadi Barada là một làng Syria ở huyện Al-Zabadani của Rif Dimashq. Theo Cục Thống kê Trung ương Syria (CBS), Souq Wadi Barada có dân số 3.678 trong cuộc điều tra dân số năm 2004. Cư dân của nó chủ yếu là người Hồi giáo Sunni.